# 6315 Барабаш
(6315) 1990 TS (1990 TS, 1963 TD1, 1980 XE1) — астероїд головного поясу, відкритий 11 жовтня 1990 року.
Тіссеранів параметр щодо Юпітера — 3,608.